# Viskoelasticitet
Inom Materialvetenskap är Viskoelasticitet en egenskap hos material som innebär att de visar både fasta/elastiska och flytande/viskösa egenskaper när de utsätts för en belastning. Detta är ett vanligt beteende hos polymera material. Deformation som uppstår för en viss pålagd last är beroende av tid, temperatur, storleken av lasten, samt materialets egenskaper. 
Vid Elastisk deformation återgår materialet till sin urspringliga form om man avlastar det och vid  viskös deformation är ändringen mer permanent. Viskoelastika material visar tendenser på båda beteenden. Viskoelastiska material har egenskaperna:
- Krypning
- Spänningsrelaxation
- Hårdheten beror på töjningshastigheten {\displaystyle {\dot {\varepsilon }}}
- Hysteres